# فلبوس جزري
فلبوس جزري (الاسم العلمي: Phyllobius insulanus) هو نوع من الحشرات يتبع جنس الفلبوس من فصيلة السوسية الحقيقية.